# Machaerus
Machaerus, eigentlich Machairous, (altgriechisch Μαχαιροῦς, auch Machärus) war, wie die Festungen Alexandreion, Dok (Dagon), Hyrkania, Masada oder Herodium, eine Burg Herodes’ des Großen.

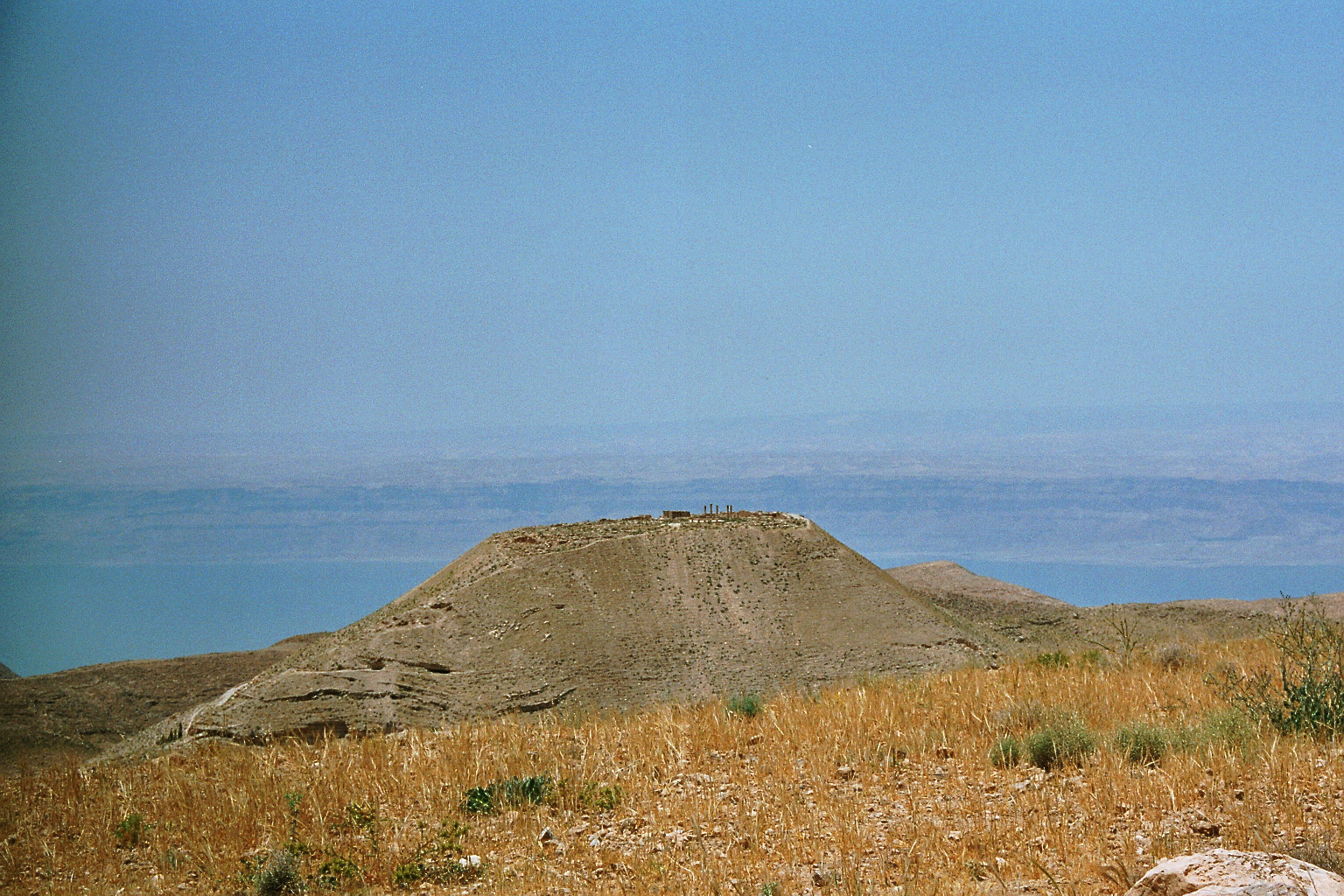
Burg des Herodes (2006)

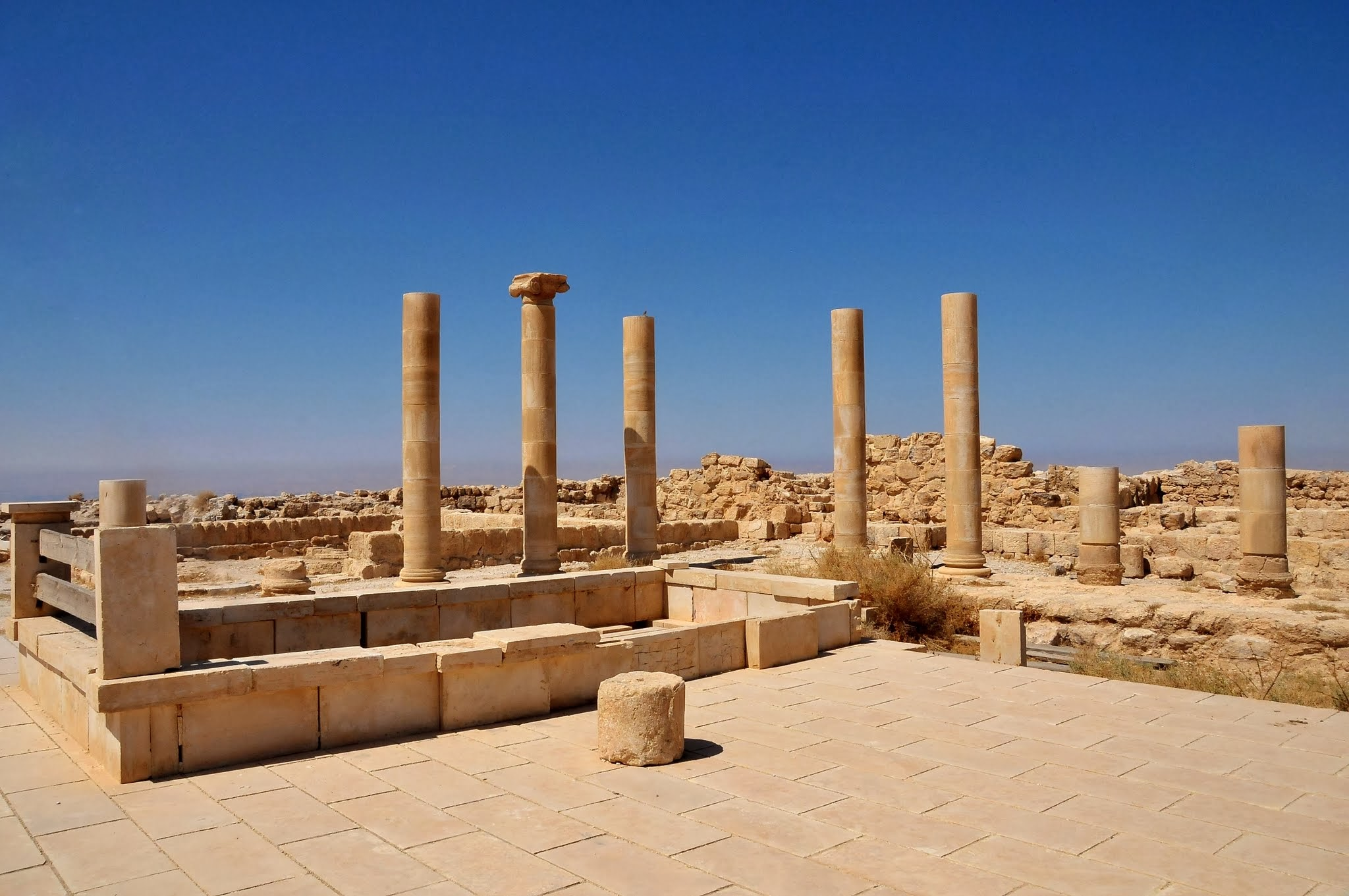
Ruinen auf dem Burgplateau

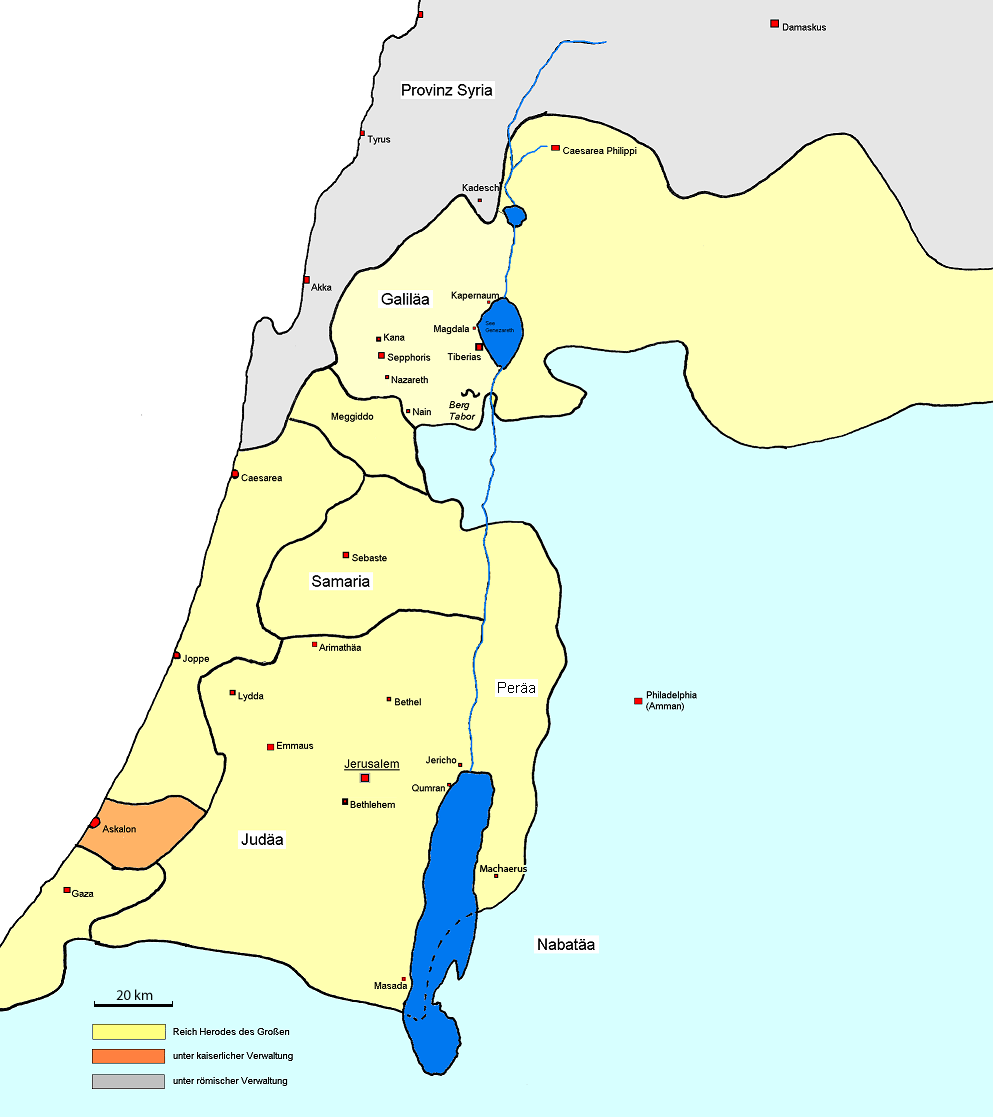
Judäa, Samaria, Galiläa zur Zeit des Herodes – Die Festung Machaerus ist östlich des Toten Meeres eingezeichnet

## Lage
Die Burganlage liegt auf einem kegelförmigen Berg östlich des Toten Meeres im heutigen Jordanien in der Nähe der alten Weihrauchstraße (Nordostroute). In der Antike bewachte die Burg das judäisch-nabatäische Grenzgebiet der jüdischen Provinz Peräa.

„(165) Machärus hatte ja alle Eigenschaften, um einerseits seinen Vertheidigern die festeste Zuversicht auf den Sieg, einem Belagerungsheer aber starke Bedenken und sogar Schrecken einzuflößen. (166) Die Mauern der eigentlichen Festung standen auf einer felsigen, himmelanstrebenden Höhe, die schon aus diesem Grunde schwer zu erstürmen ist. (167) Sie ist aber überdies durch ihre Umgebung derart natürlich befestigt, dass man sie nicht einmal recht zugänglich machen kann, indem sie nach allen Richtungen hin durch wilde Schluchten, wie durch natürliche Gräben, abgesperrt erscheint, und zwar Schluchten von einer solchen Tiefe, dass das Auge von oben gar nicht auf ihren Grund hinabdringen, und der Fuß nur schwer einen Weg durch dieselben finden kann: mit einem Damm sie zu durchschneiden, ist ganz und gar unmöglich. (168) Die Schlucht, die Machärus im Westen absperrt, verläuft sechzig Stadien weit und endet erst am Asphaltsee. Und gerade nach dieser Seite hin streckt auch die Höhe von Machärus ihr steilstes Horn aus. (169) Die Senkungen im Norden und Süden sind zwar nicht so ausgedehnt, wie die eben erwähnte, bieten aber einem Angriff so ziemlich dieselben Schwierigkeiten. (170) Die östliche Schlucht dagegen erreicht bei aller Tiefe, die sicher nicht unter hundert Ellen beträgt, dennoch ihr Ende gleich bei dem Berge, der dort Machärus unmittelbar gegenüberliegt.“

„Der Asphaltsee erzeugt nichts als Pech, woher er auch seinen Namen hat. Er verschlingt keinen Thierkörper, selbst Stiere und Kameele schwimmen darauf; daher kommt auch die Sage, daß nichts auf ihm untersinke. Seine Länge beträgt über 100,000 Schritte, seine größte Breite 25,000, seine geringste 6000 Schritte. An seinem östlichen Ufer liegt das von Nomaden bewohnte Arabien, an seinem südlichen Machärus, einst nach Hierosolyma die bedeutendste Festung Judäa’s. Auf derselben Seite befindet sich die heiße Heilquelle, Callirhoë (die schönfließende), deren Namen schon den Ruhm ihres Wassers verkündet.“

## Geschichte
Flavius Josephus berichtet sowohl in seiner Geschichte des jüdischen Krieges, als auch in den Jüdischen Altertümern wiederholt von Machaerus.
Demnach baute der Hasmonäer Alexander Jannäus hier eine erste Befestigungsanlage (bellum Judaicum 7, 171), die durch Aulus Gabinius im Kriege mit Aristobulos II. zerstört wurde. Josephus berichtet, Aristobulos habe sich mit 8000 Bewaffneten hierher zurückgezogen, von denen in einem ersten Treffen 5000 Mann fielen und 2000 desertierten. Die restlichen 1000 verschanzten sich in der Festung (bellum Judaicum 1, 171).
Herodes der Große setzte die Ruine wieder in Stand (bellum Judaicum 7, 172–177). In den Jüdischen Altertümern berichtet Flavius Josephus vom gewaltsamen Tod Johannes des Täufers. Dort heißt es in 18, 119, „Herodes [ließ] den Johannes in Ketten legen, nach der Festung Machaerus bringen … und dort hinrichten.“ Die Bibelstellen, in denen vom Tod Johannes’ berichtet wird, lokalisieren das Geschehen nicht. Nach dem Tod Agrippas (44 n. Chr.), kam die Anlage in den Besitz des römischen Präfekten von Judäa.
Beim Ausbruch des Jüdischen Aufstands (66 n. Chr.) besetzten Rebellen Machaerus (bellum Judaicum 2, 485–486). Der Legat Lucilius Bassus, der zuvor Herodium erobert hatte, belagerte im Jahr 71 mit der X. Legion und anderen Heerhaufen die Festung und begann einen Damm aufzuwerfen, was Ausfälle der Belagerten zur Folge hatte. Die Gefangennahme des sich durch besonderen Mut auszeichnenden Verteidigers Eleazar habe die Besatzung schließlich veranlasst, die Festung zu übergeben (bellum Judaicum 7, 163–209).